# Constance Byström

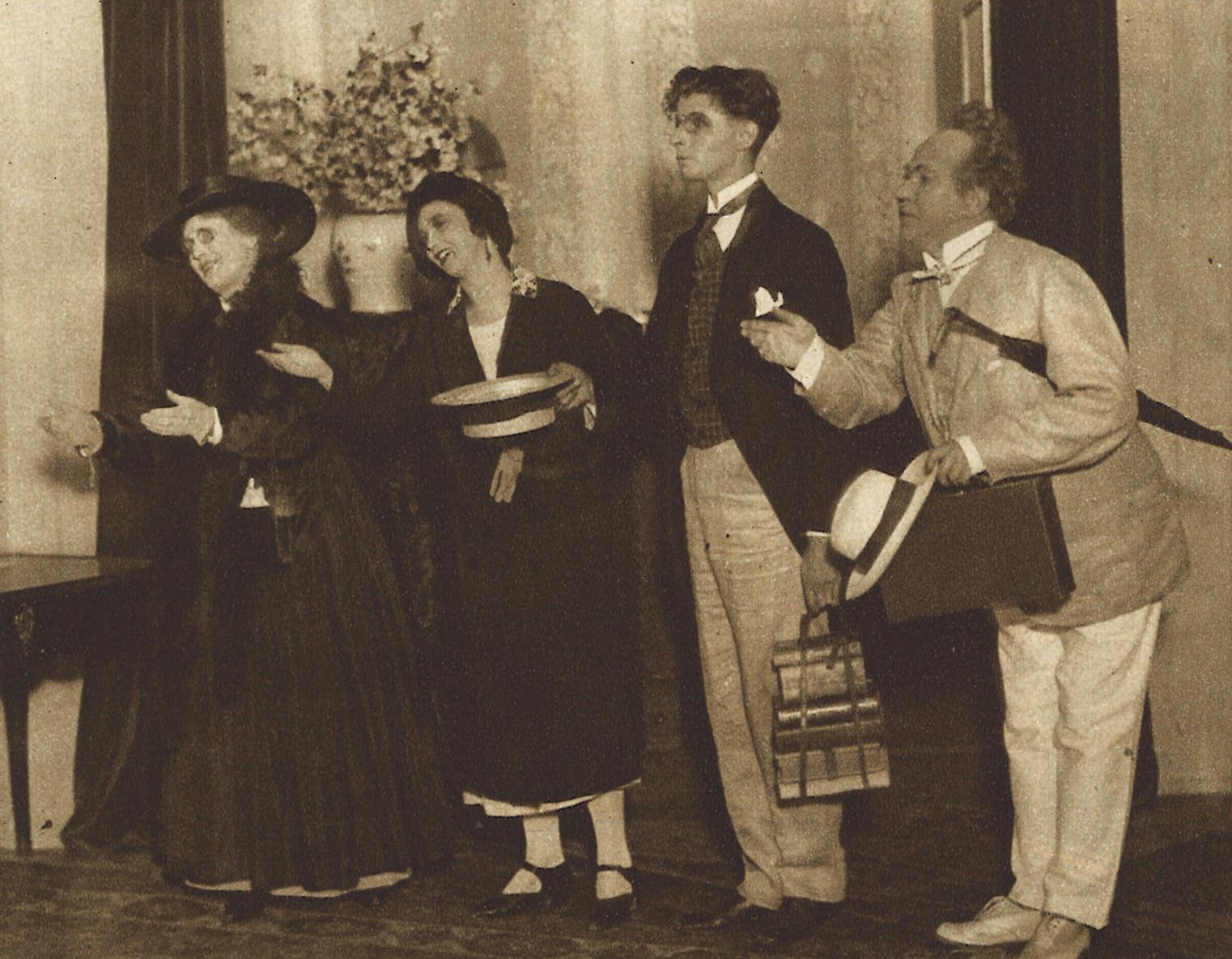
Constance Byström (längst till vänster) i lustspelet Alarmklockan på Vasateatern 1925. De övriga skådespelarna är Inga Tidblad, Ragnar Billberg och Artur Cederborgh.

Constance Selma Wilhelmina Byström, född Ericsson-Behrens den 10 juni 1868 i Stockholm, död den 20 maj 1952 i Danderyds församling, var en svensk skådespelare. 
Byström var dotter till operasångaren Conrad Behrens och sedan 1896 gift med skådespelaren Oscar Byström.
Hon studerade skådespeleri för Berta Tammelin och anställdes 1887 vid William Engelbrechts teatersällskap, där hon debuterade som Helga i Geografi och kärlek. 1888-1889 arbetade Constance Behrens hos August Lindberg där hon spelade Ofelia i Hamlet, Perdita i En vintersaga och Gerda i Sveas fana. Från 1890 tillhörde hon stockholmsteatrarna. Fram till våren 1903 arbetade hon vid Dramatiska teatern och därefter fram till 1926 vid Albert Ranfts olika teatrar. På Dramaten spelade hon Casilda i Ruy Blas, Kitty i Dubbelspel, Rosette i Lek ej med kärleken, Eline Gyldenlöve i Fru Inger till Östråt samt Madame Sans-Gêne i Sardous pjäs med samma namn. Hos Albert Ranft gjorde hon bland annat Louka i Hjältar, Brita i Kronbruden och Ulla Winblad i Två konungar.
Constance Byström är begravd på Norra begravningsplatsen utanför Stockholm.

## Teater

### Roller (ej komplett)
| År   | Roll                 | Produktion | Regi             | Teater                                               |
| ---- | -------------------- | --- | ---------------- | ---------------------------------------------------- |
| 1889 | Majken               | Ett köpmanshus i skärgården Frans Hedberg                                                                                  | Albert Ranft     | Stora Teatern, Göteborg                              |
| 1892 | Anna                 | Krig i fred (Krieg im Frieden) Gustav von Moser och Franz von Schönthan                                                    |                  | Dramatiska Teatern                                   |
| 1899 | Martha Wendel        | Damen från Ostende Oscar Blumenthal och Gustav Kadelburg                                                                   |                  | Dramatiska Teatern                                   |
| 1899 | Drottningen          | Kung Kristian II Adolf Paul                                                                                                |                  | Dramatiska Teatern                                   |
| 1900 | Käthe                | Vid Breitenfeld Karl Alfred Melin                                                                                          |                  | Dramatiska Teatern                                   |
| 1900 | Floriane             | Zaza Pierre Berton och Charles Simon                                                                                       |                  | Dramatiska Teatern                                   |
| 1905 | Fru Magnhild         | Bröllopet på Ulfåsa Frans Hedberg                                                                                          |                  | Svenska teatern, Stockholm                           |
| 1905 |                      | Uppståndelse Lev Tolstoj                                                                                                   |                  | Svenska teatern, Stockholm                           |
| 1905 |                      | Ett samvetsäktenskap Marcel Prévost                                                                                        |                  | Svenska teatern, Stockholm                           |
| 1906 | Louka                | Hjältar George Bernard Shaw                                                                                                |                  | Svenska teatern, Stockholm                           |
| 1906 |                      | Livet på landet Fritz Reuter                                                                                               |                  | Svenska teatern, Stockholm                           |
| 1906 |                      | Rosenlogen Rudolph Lothar                                                                                                  |                  | Vasateatern                                          |
| 1906 |                      | Gurre Holger Drachmann |                  | Svenska teatern, Stockholm                           |
| 1907 | Brita                | Kronbruden August Strindberg                                                                                               | Victor Castegren | Svenska teatern, Stockholm                           |
| 1907 |                      | Johannes Hermann Sudermann                                                                                                 |                  | Svenska teatern, Stockholm                           |
| 1908 | Ulla Winblad         | Två konungar Ernst Didring                                                                                                 |                  | Svenska teatern, Stockholm                           |
| 1908 |                      | Amatörtjuven E. W. Hornung och Eugene Presbrey                                                                             |                  | Vasateatern                                          |
| 1908 | Myrianne             | Fröken Josette - min hustru Paul Gavault och Robert Charvay                                                                |                  | Vasateatern                                          |
| 1908 | Miss Isaacson        | Bland bålde riddersmän Harriett Jay                                                                                        | Knut Nyblom      | Vasateatern                                          |
| 1910 |                      | Ybeck Ludvig Nordström |                  | Svenska teatern, Stockholm                           |
| 1910 |                      | Den bergtagna Ernst Ahlgren och Axel Lundegård                                                                             |                  | Svenska teatern, Stockholm                           |
| 1910 |                      | De ungas förbund Henrik Ibsen                                                                                              |                  | Svenska teatern, Stockholm                           |
| 1910 |                      | Konserten Hermann Bahr |                  | Svenska teatern, Stockholm                           |
| 1911 | Marketenterskan      | Wallenstein Friedrich Schiller                                                                                             | Gunnar Klintberg | Svenska teatern, Stockholm                           |
| 1911 |                      | Kärlekens ögon Johan Bojer                                                                                                 |                  | Svenska teatern, Stockholm                           |
| 1911 | Mamman               | Gardesofficeren Ferenc Molnár                                                                                              | Gunnar Klintberg | Svenska teatern, Stockholm                           |
| 1911 |                      | Den gamla goda tiden: Stockholmsbilder från 1830-talet Berndt Fredgren (pseudonym för Peter Fristrup och Hjalmar Selander) |                  | Svenska teatern, Stockholm                           |
| 1913 |                      | Halvblod Algot Sandberg |                  | Svenska teatern, Stockholm                           |
| 1917 | Fru Hilsebein        | Pärlhalsbandet Lothar Schmidt                                                                                              | Gunnar Klintberg | Vasateatern (gästspel av Svenska teatern, Stockholm) |
| 1919 | Julia amma           | Romeo och Julia (The Tragedy of Romeo and Juliet) William Shakespeare                                                      | Gunnar Klintberg | Svenska teatern, Stockholm                           |
| 1921 |                      | Äkta makar Peter Egge | Torsten Hammarén | Svenska teatern, Stockholm                           |
| 1922 | Barberinas mor       | Kungens dansös Rudolf Presber och Leo Stein                                                                                | Gunnar Klintberg | Svenska teatern, Stockholm                           |
| 1922 | Måns Nilssons hustru | Gustav Vasa August Strindberg                                                                                              | Gunnar Klintberg | Svenska teatern, Stockholm                           |
| 1923 | Gustava              | Gösta Berlings saga Selma Lagerlöf                                                                                         | Gunnar Klintberg | Svenska teatern, Stockholm                           |
| 1924 |                      | Det levande liket Leo Tolstoj                                                                                              | Gunnar Klintberg | Svenska teatern, Stockholm                           |
| 1924 |                      | Pärlhalsbandet Lothar Schmidt                                                                                              | Gunnar Klintberg | Svenska teatern, Stockholm                           |
| 1925 | Dubbel-Petra         | Det stora barndopet Oskar Braaten                                                                                          | Pauline Brunius  | Vasateatern                                          |
| 1925 |                      | Alarmklockan Maurice Hennequin och Romain Coolus                                                                           | Gunnar Klintberg | Vasateatern                                          |

## Filmografi
- 1932 – Svarta rosor
- 1932 – Modärna fruar

### Fotnoter
1. ↑  ”Constance Byström”. Svensk Filmdatabas. http://www.sfi.se/sv/svensk-filmdatabas/Item/?type=PERSON&itemid=59624&ref=%2ftemplates%2fSwedishFilmSearchResult.aspx%3fid%3d1225%26epslanguage%3dsv%26searchword%3dConstance+Bystr%C3%B6m%26type%3dPerson%26match%3dBegin%26page%3d1%26prom%3dFalse. Läst 18 februari 2013.
2. ↑  Carlquist, Gunnar; Carlsson, Josef, red (1947–1955). Svensk uppslagsbok. Bd 5 (2., omarb. och utvidgade uppl.). Malmö : Förlagshuset Norden. sid. 528-529. Libris 11112. Arkiverad från originalet den 18 maj 2015. https://archive.is/20150518153140/http://svenskuppslagsbok.se/scans/band_05/0527_0528-0014.jpg. Läst 18 maj 2015
3. ↑  SvenskaGravar
4. ↑  ”Teater och Musik”. Dagens Nyheter:  s. 2. 13 december 1889. http://arkivet.dn.se/arkivet/tidning/1889-12-13/7594/2. Läst 29 juli 2015.
5. ↑  ”K. Dramatiska Teatern”. Affischen:  s. 3. 16 maj 1892. https://tidningar.kb.se/gx93thdsdqrsft17/part/1/page/3. Läst 18 maj 2024.
6. ↑  ”Damen från Ostende”. Musikverket. http://calmview.musikverk.se/CalmView/Record.aspx?src=CalmView.Catalog&id=HelledayA10S6%3a019. Läst 24 oktober 2015.
7. ↑  ”Kung Kristian II”. Musikverket. http://calmview.musikverk.se/CalmView/Record.aspx?src=CalmView.Catalog&id=HelledayA10S7%3a021. Läst 23 oktober 2015.
8. ↑  ”Vid Breitenfeld”. Musikverket. http://calmview.musikverk.se/CalmView/Record.aspx?src=CalmView.Catalog&id=H11_063&pos=2. Läst 23 oktober 2015.
9. ↑  ”Teaterannons”. Dagens Nyheter:  s. 3. 20 september 1900. http://arkivet.dn.se/arkivet/tidning/1900-09-20/10954A/3. Läst 7 augusti 2016.
10. ↑  Ernst Högman (1905). Frithiof Hellberg. red. ”Teater och musik”. Idun: Illustrerad tidning för kvinnan och hemmet (Stockholm: Frithiof Hellberg) 18 (1):  sid. 11. Arkiverad från originalet den 18 november 2015. https://web.archive.org/web/20151118082901/http://www.ub.gu.se/fasta/laban/erez/kvinnohistoriska/tidskrifter/idun/1905/pdf/1905_1.pdf. Läst 17 november 2015.
11. ↑  Ernst Högman (1905). Frithiof Hellberg. red. ”Teater och musik”. Idun: Illustrerad tidning för kvinnan och hemmet (Stockholm: Frithiof Hellberg) 18 (15):  sid. 191. Arkiverad från originalet den 18 november 2015. https://web.archive.org/web/20151118074605/http://www.ub.gu.se/fasta/laban/erez/kvinnohistoriska/tidskrifter/idun/1905/pdf/1905_15.pdf. Läst 17 november 2015.
12. ↑  Johan Nordling (1905). Frithiof Hellberg. red. ”Teater och musik”. Idun: Illustrerad tidning för kvinnan och hemmet (Stockholm: Frithiof Hellberg) 18 (22):  sid. 283. Arkiverad från originalet den 18 november 2015. https://web.archive.org/web/20151118090755/http://www.ub.gu.se/fasta/laban/erez/kvinnohistoriska/tidskrifter/idun/1905/pdf/1905_22.pdf. Läst 17 november 2015.
13. ↑  Johan Nordling (1906). Frithiof Hellberg. red. ”Teater och musik”. Idun: Illustrerad tidning för kvinnan och hemmet (Stockholm: Frithiof Hellberg) 19 (12):  sid. 149. Arkiverad från originalet den 19 november 2015. https://web.archive.org/web/20151119234637/http://www.ub.gu.se/fasta/laban/erez/kvinnohistoriska/tidskrifter/idun/1906/pdf/1906_12.pdf. Läst 19 november 2015.
14. ↑  ”Teater, konst, litteratur”. Dagens Nyheter:  s. 3. 31 augusti 1906. http://arkivet.dn.se/arkivet/tidning/1906-08-31/13061A/3. Läst 7 augusti 2015.
15. ↑  Bo Bergman (9 oktober 1906). ”Teater, konst, litteratur”. Dagens Nyheter:  s. 3. http://arkivet.dn.se/arkivet/tidning/1906-10-09/13100a/3. Läst 2 augusti 2015.
16. ↑  ”Teater, konst, litteratur”. Dagens Nyheter:  s. 3. 20 oktober 1906. http://arkivet.dn.se/arkivet/tidning/1906-10-20/13111a/3. Läst 7 augusti 2015.
17. ↑  Bo Bergman (15 september 1907). ”Svenska teaterns premiär i går”. Dagens Nyheter:  s. 2. http://arkivet.dn.se/arkivet/tidning/1907-09-15/13431A/2. Läst 4 augusti 2015.
18. ↑  ”Teater, konst, litteratur”. Dagens Nyheter:  s. 2. 25 november 1907. http://arkivet.dn.se/arkivet/tidning/1907-11-25/13502B/2. Läst 26 juli 2015.
19. ↑  Bo Bergman (12 mars 1908). ”Svenska teatern: 'Två konungar'”. Dagens Nyheter:  s. 3. http://arkivet.dn.se/arkivet/tidning/1908-03-12/13606A/3. Läst 4 augusti 2015.
20. ↑  ”Teater, konst, litteratur”. Dagens Nyheter:  s. 2. 20 mars 1908. http://arkivet.dn.se/arkivet/tidning/1908-03-20/13614A/2. Läst 25 april 2016.
21. ↑  ”Fröken Josette - min hustru”. Musikverket. http://calmview.musikverk.se/CalmView/Record.aspx?src=CalmView.Performance&id=PERF29709&pos=157. Läst 7 juli 2015.
22. ↑  ”Bland bålde riddersmän”. Musikverket. http://calmview.musikverk.se/CalmView/Record.aspx?src=CalmView.Performance&id=PERF26502&pos=158. Läst 7 juli 2015.
23. ↑  ”Teater, konst, litteratur”. Dagens Nyheter:  s. 7. 25 januari 1910. http://arkivet.dn.se/arkivet/tidning/1910-01-25/14270/7. Läst 10 juni 2016.
24. ↑  ”Teater, konst, litteratur”. Dagens Nyheter:  s. 8. 12 mars 1910. http://arkivet.dn.se/arkivet/tidning/1910-03-12/14316/8. Läst 7 augusti 2015.
25. ↑  ”Teater, konst, litteratur”. Dagens Nyheter:  s. 7. 24 september 1910. https://arkivet.dn.se/sok/?searchTerm=&fromPublicationDate=1910-09-24&toPublicationDate=1910-09-24. Läst 8 augusti 2015.
26. ↑  ”Teater, konst, litteratur”. Dagens Nyheter:  s. 5. 4 november 1910. http://arkivet.dn.se/arkivet/tidning/1910-11-04/14547/5. Läst 8 augusti 2015.
27. ↑  ”Teater, konst, litteratur”. Dagens Nyheter:  s. 6. 18 januari 1911. http://arkivet.dn.se/arkivet/tidning/1911-01-18/14618/6. Läst 2 augusti 2015.
28. ↑  ”Teater, konst, litteratur”. Dagens Nyheter:  s. 8. 15 april 1911. http://arkivet.dn.se/arkivet/tidning/1911-04-15/14703/8. Läst 2 augusti 2015.
29. ↑  ”Teater, konst, litteratur”. Dagens Nyheter:  s. 8. 31 augusti 1911. http://arkivet.dn.se/arkivet/tidning/1911-08-31/14837/8. Läst 2 augusti 2015.
30. ↑  Bo Bergman (2 september 1911). ”Premiären af 'Gardesofficeren' på Svenska teatern”. Dagens Nyheter:  s. 7. http://arkivet.dn.se/arkivet/tidning/1911-09-02/14839/7. Läst 2 augusti 2015.
31. ↑  ”Teater, konst, litteratur”. Dagens Nyheter:  s. 6. 4 december 1911. http://arkivet.dn.se/arkivet/tidning/1911-12-04/14932/6. Läst 2 augusti 2015.
32. ↑  ”Teater, konst, litteratur”. Dagens Nyheter:  s. 6. 20 september 1913. https://arkivet.dn.se/tidning/1913-09-20/15568/6. Läst 23 mars 2024.
33. ↑  ”Pärlhalsbandet”. Musikverket. http://calmview.musikverk.se/CalmView/Record.aspx?src=CalmView.Performance&id=PERF14560&pos=242. Läst 10 juli 2015.
34. ↑  B. B-n (15 oktober 1919). ”'Romeo och Julia' på Svenska teatern”. Dagens Nyheter:  s. 1. https://arkivet.dn.se/tidning/1919-10-15/270/1. Läst 23 mars 2024.
35. ↑  ”Teater Musik”. Dagens Nyheter:  s. 7. 3 november 1921. http://arkivet.dn.se/arkivet/tidning/1921-11-03/297/7. Läst 4 juni 2016.
36. ↑  Från Stockholms teatrar 1922 i Ord och Bild: illustrerad månadsskrift (1922) s. 122
37. ↑  ”Gustav Vasa”. Musikverket. https://calmview.musikverk.se/CalmView/Record.aspx?src=CalmView.Performance&id=P14088&pos=185. Läst 23 mars 2024.
38. ↑  ”Gösta Berlings saga”. Musikverket. https://calmview.musikverk.se/CalmView/Record.aspx?src=CalmView.Performance&id=P14102&pos=188. Läst 23 mars 2024.
39. ↑  ”'Borgmästarinnan' återuppstår snart på Vasateatern”. Dagens Nyheter:  s. 5. 6 mars 1924. http://arkivet.dn.se/arkivet/tidning/1924-03-06/65/5. Läst 27 juli 2015.
40. ↑  ”Teater, konst, litteratur”. Dagens Nyheter:  s. 9. 13 maj 1924. http://arkivet.dn.se/arkivet/tidning/1924-05-13/130/9. Läst 27 juli 2015.
41. ↑  ”Det stora barndopet”. Musikverket. http://calmview.musikverk.se/CalmView/Record.aspx?src=CalmView.Performance&id=PERF22441&pos=318. Läst 11 juli 2015.
42. ↑  ”Vasateatern skönare”. Dagens Nyheter:  s. 7. 1 september 1925. http://arkivet.dn.se/arkivet/tidning/1925-09-01/236/7. Läst 1 augusti 2015.